# بوغده كني (سقز)
قرية بوغده كني (بالكردية: بوغدەکەنی) هي إحدى القرى التابعة لـترجان في ريف قسم مركزي من مقاطعة سقز، في محافظة كردستان الإيرانية.

## السكان
حسب إحصاءات سنة 2006، بلغ إجمالي السكان في بوغده كني 456 نسمة وعدد المساكن 102 مسكن. لغة سكان بوغده كني هي اللغة الكردية و هم من أهل السنة والجماعة والمذهب الشافعي.